# Otokar Rybář
Otokar Rybář, slovenski politik in diplomat češkega rodu, * 12. september 1865, Postojna, Avstrijsko cesarstvo, † 12. januar 1927, Beograd, Kraljevina SHS.

## Zgodnje delo
Otokar Rybář  se je rodil v družini češkega inženirja Jana in Slovenke Emilije Mahorčič (sestre sežanskega župana Rajmunda Mahorčiča) iz Motovuna pri Divači. Leta 1869 se je družina preselila na Dunaj, kjer je Rybář obiskoval gimnazijo in študiral pravo, iz prava je 1889 tudi doktoriral. Med bivanjem na Dunaju je bil član Slovanskega pevskega društva in češkega Sokola.
Leta 1893 se poroči s Terezino Kastelic 1873-1936 iz Povžan. Rodijo se jima štirje sinovi in dve hčeri: Vladimir 1894-1946, diplomat, Miloš 1896-1971, bančni inšpektor, Dušan 1898-1959, novinar, Miran 1901-1977, ekonomist, ter Stana in Nevenka.
Naprej je delal pri deželnem sodišču v Trstu 1888–90, nato je postal koncipient pri odvetniku Anteju Dukiću, županu v Pazinu. Leta 1892 se je preselil k odvetniku Ostertagu v Sežano, kjer je bil član občinskega odbora, kot kandidat narodne stranke za goriški deželni zbor pa ni uspel, ker še ni imel predpisane starosti, nato je 1895 v Trstu odprl samostojno odvetniško pisarno.

## Delovanje v Trstu
V Trstu je veliko truda vložil v organizacijo in napredek tamkajšnjega slovenskega narodnega gibanja. Po češkem vzoru je z nadrobnim delom na vseh področjih javnega življenja in z enotno politično organizacijo utrdil gospodarski in politični vpliv primorskih Slovencev in Hrvatov. Delal je v odboru in vodstvu Edinosti, Slavjanske čitalnice, tržaškega Sokola, društva , društva  Narodni dom in podružnici Družbe svetega Cirila in Metoda. Bil je tudi  podstarosta Slovenske sokolske zveze v Ljubljani in član češkega Sokola v Pragi. Leta 1896 je postal odbornik Tržaške hranilnice in posojilnice ter med ustanovitelji Jadranske banke in Splošne hranilnice v Trstu.
Na Krasu in v Istri je ustanovil hranilnice in posojilnice, stavbne zadruge in delavska društva, v Trstu pa Naš dom, splošno hranilno in stavbno zadrugo, ter Narodno delavsko organizacijo, ki ji je bil 1907–1914 odbornik in nadzornik. V letih 1912–1913 je kot predsednik tržaškega odbora Rdečega križa nabiral prispevke za srbski in črnogorski Rdeči križ zaradi izbruha Balkanskih vojn.
Pri državnozborskih volitvah 1900 je v Trstu v drugem krogu izgubil proti kandidatu italijanske narodno liberalne stranke, kjub temu pa je s tem ovrgel trditev o samo italijanskem značaju Trsta. Pri naslednjih volitvah 1907 na osnovi splošne volilne pravice je bil izvoljen za državnega  poslanca v 5. tržaškem volilnem okraju. V letih 1900–1914 je bil svetnik v tržaškem mestnem svetu.
V parlamentu je bil najprej član Zveze južnih Slovanov, nato je 1911 ustanovil poseben Narodni klub, ki se je hotel nasloniti na Šušteršičevo Hrvatsko-slovensko zajednico, kar pa je narodno napredna stranka onemogočila, zato je Rybar prestopil k Mladočeškemu klubu, 1917 pa v  novoustanovljeni Jugoslovanski klub.
Kot poslanec državnega zbora na Dunaju je dosegel ponovitev ljudskega štetja za Gorico in Trst glede izrekanja o občevalnem jeziku ( drugič so našteli 24.971 Slovencev več). Dosegel je tudi, da je ministrstvo začelo na državnih nemških ljudskih in meščanskih šolah v Trstu nameščati slovenske učitelje potem jih pa dodeljevalo slovenskim šolam pri Sv. Jakobu.
Ob izbruhu prve svetovne vojne leta 1914 je bil mobiliziran in leto kasneje poslan na Soško fronto, kjer je težko zbolel, vendar pa je moral ostati v vojski vse do sklica državnega zbora maja 1917. Medtem je 11. februarja 1915 skupaj z Gregorinom, M. Mandićem, J. Wilfanom in J. Mandićem podpisal pooblastilo Trumbiću in F. Supilu, da zastopata narodne interese in se bojujeta za Primorje. Sodeloval je pri sestavi majniške deklaracije in leta 1918 postal predsednik tržaškega pokrajinskega narodnega sveta, član Narodnega vijeća v Zagrebu in poverjenik za Trst in Primorsko pri Narodni vladi SHS v Ljubljani.

## Delovanje v diplomaciji
Decembra 1918 je bil poklican v Beograd in bil kot izvedenec poslan na mmirovno konferenco v Pariz za katero je sestavil obširen memorandum o teritorialnih zahtevah Kraljevine SHS na Koroškem, Štajerskem in v Slovenski krajini (Prekmurje). Ker so mu fašisti medtem v Trstu razdejali in oplenili odvetniško pisarno, Italija pa je zasedla Primorsko, njemu samemu pa ni uspela ustalitev v Ljubljani, je sprejel ponujeno diplomatsko službo v Beogradu. Od leta 1922 bil izredni poslanik in pooblaščeni minister, titularno sicer najprej za Bruselj, nato za Tirano, pozneje pa za Carigrad in končno za Sankt Peterburg, dejansko pa je bil ves čas do smrti na zunanjem ministrstvu  v Beogradu, kjer je vodil oddelek za izvrševanje meddržavnih pogodb.
Po pariški mirovni konferenci je Kraljevino SHS zastopal na 1. in 2. rimski konferenci  nasledstvenih  držav Avstro-Ogrske (1921, 1922) ter ravno tako Rimu  na konferenci o likvidaciji južne železnice (1923). Največ dela je vložil v pogajanja z Italijo 1921-1923 za ureditev pravnega stanja po Rapalski pogodbi (med drugim je dosegel, da so se Italijani umaknili iz Sušaka) in nato za pripravo nettunske konvencije. Leta 1926 je sodeloval na pogajanjih v Beogradu z Albanijo in Madžarsko. Na večini teh konferenc je bil vodja jugoslovanskih delegacij in pisec več ustreznih sporazumov oziroma konvencij.
Objavil je več kot 100 svojih govorov in interpelacij ter poročil o Slovencih. Pod psevdonimom Adriaticus je objavil brošuro Svetozar  Borojević: O vojni proti Italiji in celim imenom pa polemično razpravo zoper Ivana Žolgerja Da li je naša kraljevina stara ili nova država, v kateri je zastopal stališče, da je Kraljevina SHS v meddržavnih odnosih nasledila Kraljevino Srbijo.
Odlikovan je  bil z albanskim Skenderbegovim in črnogorskim Danilovim redom, z redom belgijske in italijanske krone ter češkim redom belega leva. Umrl je 12. januarja 1927 v Beogradu.